# Ringsheim
Ringsheim è un comune tedesco di 2 525 abitanti, situato nel distretto di Ortenau nel land del Baden-Württemberg.